# くまだまさし
くまだ まさし（1973年〈昭和48年〉7月26日 - ）は、日本のお笑い芸人である。本名、熊田 雅志（読み同じ）。
東京都荒川区東日暮里出身。吉本興業東京本社（東京吉本）所属。荒川区立第八中学校、関東第一高等学校卒業。既婚。

## 略歴
- 高校時代はアマチュアレスリングの東京都チャンピオンだった（同大会の50kg級の優勝者は元エネルギーの森一弥）[1]。
- 東京吉本総合芸能学院2期生。
- 2006年頃から『笑いの金メダル』（朝日放送）や『爆笑レッドカーペット』（フジテレビ）に出演するようになり、テレビでの露出が増えつつある。
- 『M-1グランプリ』では決勝開始前に会場を盛り上げるスペシャルパフォーマー（前説）を担当。2009年に本戦トップバッターの塙宣之（ナイツ）から「前のコンビのくまだまさしさん」といじられてから前説として広く知られるようになり、2015年の復活以降も概ね担当している[2]。
- 2019年、2014年に闇営業で反社会的集団主催の忘年会に参加及び金銭授受を行なった事実が発覚。同年6月24日より無期限謹慎となる[3]。同年8月9日、謹慎処分が8月19日をもって解除されることが報告された[4]。
- 2023年8月、自宅がある東京都墨田区のお笑いアンバサダーに就任[5]。

## ネタ
- 小道具を使ってすごそうな技を披露しようとするが、大抵はそうでなかったりマジックに近いネタ（カツラが頭に乗る、パンツからクラッカーが出るなど）を披露する。
- ネタを始める際に「フォ〜」と言いながら舞台上に現れ、『森田一義アワー 笑っていいとも!』（フジテレビ）の「テレフォンショッキング」のゲスト登場時のBGMを歌いながら、瞬きをしてサングラスを上下に動かす。
- ネタの前に「○○（学芸会、宴会など）の時間がやってまいりました」、「今日は外れではなく大外れ」などと言ってからネタを始め、ネタ後に「どうだい〜みんな」と客席を指差しながら「下らないだろ？」、「帰りてえだろ？」などと自分のネタの下らなさを自虐的に言うことが多い。
- お笑いユニット「キュートン」の一員としても活動しているが、2022年のあらびき団にてピン芸人の活動に専念するためメンバーとしての活動を休止することを発表した[6]。
  - なお2023年、同ユニットが出演した日清食品「日清カレーメシ」のCMには出演している。
- 大西ライオンと「くまライオン」というユニットも組んでいる。

## 逸話
- いじめの被害に遭いやすく、中学時代はバレー部の先輩から暴力や金を取られるなど毎日凄まじいイジメにあっていた。その後、くまだが親や先生に言ったことで全ての人が動き、先輩全員が謝りに来て次の日から学校に行くことができたという。すぐに気持ちが切り替えられたわけではなく「初めは学校も行きづらかった」としたが「毎日先輩は僕に『ごめんな』と謝っていました。数日で普通に戻れました」と、いじめた側も反省していたことで、スムーズに学校に復帰できたことを明かした[7]。
- しかし、上記のいじめを機にアマチュアレスリングに転向している[8]。
- ハゲを隠すためにスキンヘッドにしている。
- 使用する小道具は製作を依頼しておらず、妻と共に仲良く作っており、小道具のことを指摘された際に引き合いにだすことがある。
- レイザーラモンHG（レイザーラモン）がブレイクした際、「フォ〜」がパクリだと言われたこともあったが、2人で真剣な話し合いをした結果「2人のものとして大切にしていこう」という結論に至ったという。故にお互いの持ちネタとして揉めてはおらず、競作という形を取っている。また、『笑いの金メダル』（毎日放送）ではコラボネタも行ったことがある。
- 少年の頃、超サイヤ人に憧れて、かめはめ波を打とうとしたところ屁が出たという逸話がある。
- 熊を素手で倒したことがあるという伝説がある。
- 俳優の谷原章介とは芸人になる前から親交がある。
- 俳優の的場浩司が、好きな芸人はくまだであると公言している。
- 紺野ぶるまはくまだに憧れてお笑い芸人になった[9]。
- 芸人のかたわらトラック運転手のアルバイトをして1,000万円を貯め、マンションを購入した。トラックの積荷はゴマで、本人曰く東京中の全てのゴマを運んでいた[1]。
- 2011年7月3日に放送された『美女アスリート総出演 炎の体育会TV2011』（TBSテレビ）では、前述の元アマレス東京地区優勝経験者（階級不明）の実績を買われて「レスリング」の部門に男性芸人軍団の大将として参戦。女子59kg級世界チャンピオンの山本聖子と対戦してフォール負けを喫したが、経験に裏打ちされた技術を駆使して現役選手と渡り合うという普段の芸風とはかけ離れた雄姿を披露した。対戦後、山本聖子を「（性別や体重差をものともしない力量は）化け物ですね。」と評した。
- 芸人仲間のことを○○先生と呼んでいる。
- 後輩は営業などですべったところを一度も見たことがないという。
- 映画『プリティ・ウーマン』の熱狂的なファンであり、20歳のときに初めて観てから、500〜600回観ている。同じ映画を繰り返し観続ける習慣があり、『アポロ13』『ボディガード』も300〜400回観ている[10]。しかし、DVDなどは所持しておらず自宅近所のTSUTAYAでレンタルをしていた。

### 爆笑レッドカーペット
- 『爆笑レッドカーペット』（フジテレビ）では、ネタの前に「中笑いの時間がやってまいりました」と番組内の評価を自虐ネタにしたり、1回目で「宴会の時間が〜」と言った際は2回目で「2次会の時間がやってまいりました」と言うことがある。
- 2007年7月31日に放送された爆笑レッドカーペット第3弾では、最後のオチで娘が生まれたと自ら発表した。
- 2007年9月11日に放送された爆笑レッドカーペット第4弾では、ハイキングウォーキングとともに「ビックリイリュージョンショー」と評したコラボネタを披露し（いつも成功するくまだのネタ時と異なり失敗している）、レッドカーペット賞にも選ばれている（濱田マリが選出）。
- また、ハイキングウォーキングとコラボの時は、ブルマパーティーというユニット名になる（ハイキングウォーキング鈴木との格好の共通点から）。キャッチコピーは「元祖コラボカーペット」。

## 出演

### バラエティ
- エンタの神様（日本テレビ）キャッチコピーは「びっくりエクササイズ」
- 爆笑レッドカーペット（フジテレビ）キャッチコピーは「おゲレツ スタンダップコメディー」、ブルマパーティとして出演の際は「元祖コラボカーペット」。
  - コラボカーペットではハイキングウォーキング（ブルマパーティ名義）や、小島よしお＆アントキの猪木と共演。
  - レッドカーペット賞2回受賞（うち1回はブルマパーティとして
- ウンナン極限ネタバトル! ザ・イロモネロモネア 笑わせたら100万円（TBSテレビ）『ゴールドラッシュ』に出演、3回勝ち抜き本戦出場権獲得。
- 初詣!爆笑ヒットパレード（フジテレビ、2007年・2009年）
- お笑いDynamite!（TBSテレビ、2007年・2008年）キャッチコピーは「小道具の達人」→「小道具の王様」
- ぶちぬき（テレビ東京）木曜レギュラー
- ゲンセキ（TBSテレビ、2005年7月13日）
- お笑いチャンピオンボウリング（フジテレビ、2005年12月30日）
- インパクト!（フジテレビ）
- 浜ちゃんと!（日本テレビ）
- やりすぎコージー（テレビ東京）
- 今年も生だよ芸人集合 笑いっぱなし伝説（テレビ東京）
- 笑いの金メダル（ABC）
- 森田一義アワー 笑っていいとも!（フジテレビ）
- くるくるドカン〜新しい波を探して〜（フジテレビ）
- ロンドンハーツ（テレビ朝日）
- 登龍門F（フジテレビ）
- 爆笑レッドシアター（フジテレビ）ロケ企画を中心に不定期出演
- さんまのまんま 2006年新春スペシャル（フジテレビ）
- 個人授業（プライベートレッスン）〜正しい和田アキ子の作り方〜（TBS、2007年2月28日）
- ポケモン☆サンデー（テレビ東京）
- リンカーン（TBSテレビ）
- 脳内エステ IQサプリ（フジテレビ）大西ライオンとコンビ枠の解答者で、またVTRにて出題者としても出演。
- オッチモ! 史上最大の一発ギャグ祭り!大秒殺No.1ギャガー決定戦（関西テレビ、2008年9月2日）
- あらびき団（TBSテレビ）「キュートン」として不定期出演
- 爆笑問題のドッキリ パニックフェイス王4 （TBSテレビ、2009年10月1日）パニックフェイス王獲得
- おはスタ（テレビ東京）「ボタンのくまだ」で不定期出演
- ピラメキーノ（テレビ東京）
- ロンブーの怪傑!トリックスター（テレビ東京）
- 人志松本の○○な話（フジテレビ、2011年1月14日）

### ドラマ・特撮
- 24時間あたためますか?〜疾風怒涛コンビニ伝〜（日本テレビ）
- ケータイ捜査官7（テレビ東京） - 電龍会組員 役
- ハイパーヨーヨー バーニング（テレビ東京） - 八方尾仁 役
- しろめし修行僧 第9話（テレビ東京、2022年6月4日）

### 映画
- けっこう仮面 プレミアム（アートポート）※Vシネマ
- 営業1∞万回（2012年） - くまだまさし 役[11]

### PV
- ケツメイシ「涙」
- Team.ねこかん【猫】「エアーマンが倒せない“3D"」

### コンピュータゲーム
- SPEC〜干〜（バンダイナムコゲームス、2013年10月3日） - 伊達公彦 役